# Penemia
Penemia is een geslacht van mosdiertjes uit de  familie van de Candidae. De wetenschappelijke naam ervan is in 1986 voor het eerst geldig gepubliceerd door Gordon.

## Soorten
- Penemia crassospina d'Hondt & Gordon, 1996
- Penemia ignota (Hayward, 1981)
- Penemia pacifica (d'Hondt & Schopf, 1985)